# 1962 na Coreia do Sul
Esta é uma cronologia dos principais fatos ocorridos no ano de 1962 na Coreia do Sul.

## Incumbentes
- Presidente
  - Yun Bo-seon (1960–22 de março de 1962)
  - Park Chung-hee (interino até 17 de dezembro de 1963) (24 de março de 1962–1979)
- Primeiro-ministro (Chefe do Gabinete de Ministros)
  - Song Yo-chan (1961–16 de junho de 1962)
  - Park Chung-hee (18 de junho de 1962–10 de julho de 1962)
  - Kim Hyun-chul (10 de julho de 1962–1963)

## Eventos
- 24 de março – Park Chung-hee assume como presidente, após renúncia de Yun Bo-seon
- 10 de junho – Won é reintroduzido como moeda oficial
- 17 de dezembro – Referendo aprova nova constituição do país

## Nascimentos
- 8 de março – Kim Ung-Yong, criança prodígio e engenheiro civil
- 22 de novembro – Sumi Jo, soprano
- 18 de dezembro – Choi Soo-jong, ator